# Wyższe Seminarium Duchowne w Ołtarzewie
Wyższe Seminarium Duchowne Stowarzyszenia Apostolstwa Katolickiego (SAC) w Ołtarzewie – seminarium duchowne, w którym przez sześć lat kształcą się pallotyńscy alumni: przyszli księża, katecheci i misjonarze. Seminarium zostało afiliowane do Wydziału Teologicznego Uniwersytetu Kardynała Stefana Wyszyńskiego dnia 28 stycznia 2004. Grono wykładowców pallotyńskiego Wyższego Seminarium Duchownego liczyło w 2005 roku 46 osób. W tym 13 doktorów habilitowanych, 24 doktorów i 9 magistrów. Obecnym rektorem uczelni (jednocześnie rektorem domu zakonnego) jest ks. dr hab. Mirosław Mejzner SAC.
Rok 2007 był dla seminarium rokiem obchodów jubileuszowych: 100-lecia obecności Pallotynów na ziemiach polskich oraz 80-lecia pallotyńskiego Wyższego Seminarium Duchownego w Ołtarzewie.

## Historia

### Wadowice i Suchary
W 1907 ks. Alojzy Majewski przybył na ziemie polskie i wraz z kilku współbraćmi osiedlił się w Jajkowcach koło Lwowa. W 1909 ks. Majewski utworzył zalążek pallotyńskiego seminarium, Collegium Marianum na Kopcu koło Wadowic, które służyło jako dom nowicjatu. Wybuch I wojny światowej pokrzyżował plany budowy seminarium. Do lipca 1915 nowicjusze przebywali w benedyktyńskim klasztorze w Pradze, następnie wrócili na Kopiec. W 1916 rozpoczął się tam pierwszy kurs filozofii (jednak wkrótce alumni zostali wcieleni do wojska), a w 1922 teologii. W styczniu 1919 - po zakończeniu wojny - rozpoczął się na Kopcu rok szkolny 1918/1919, dlatego niektórzy liczą historię pallotyńskiego Seminarium w Polsce od 1918.
W 1926 rozdzielono studium filozofii od teologii. Kursy filozoficzne przeniosły się do domu w Sucharach, a klerycy teologowie kontynuują studia w Limburg an der Lahn, w rzymskim "Gregorianum", w lubelskim "Bobolanum" oraz na Wydziale Teologicznym Uniwersytetu Warszawskiego.

### Ołtarzew

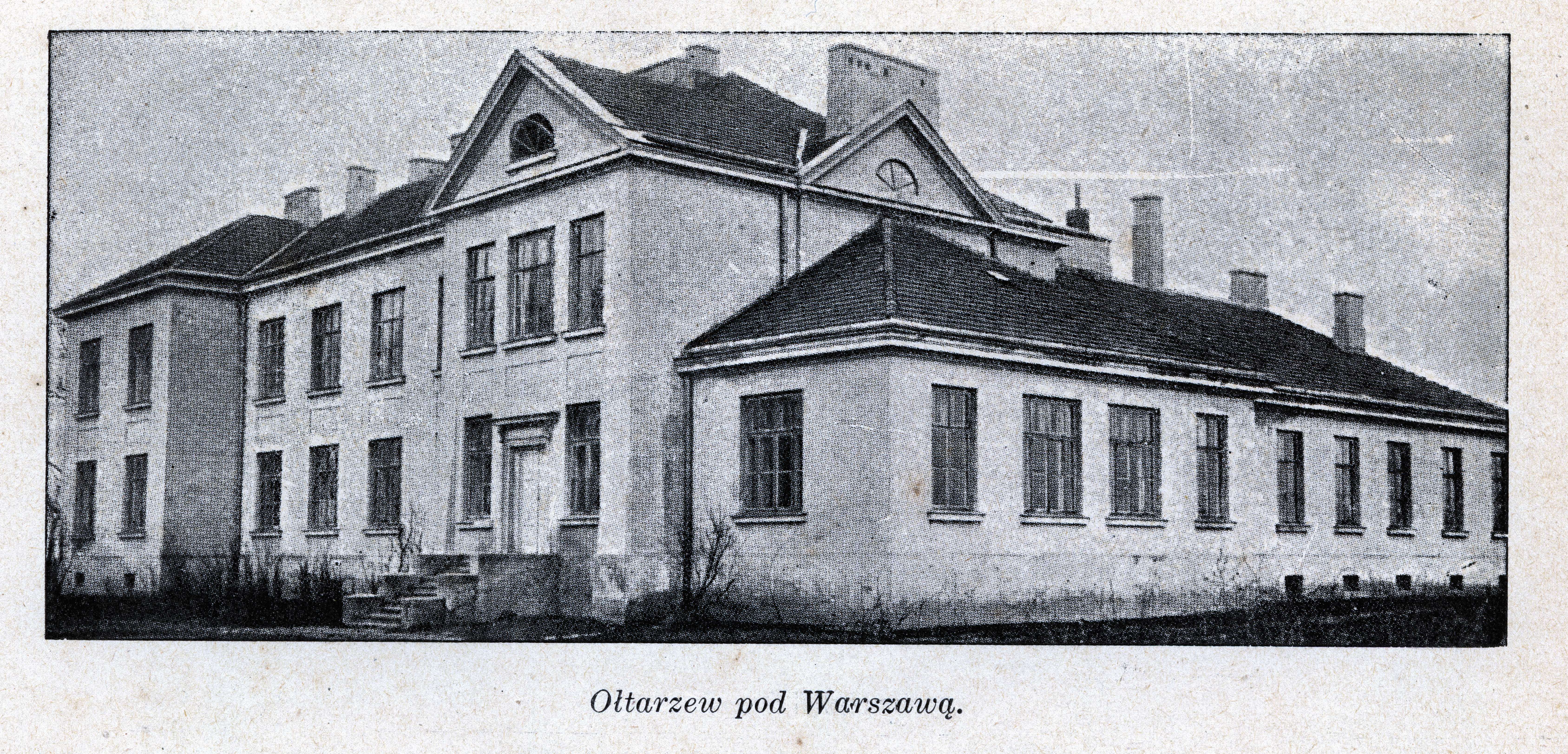
Szkoła rolnicza

Wiosną 1927 roku dzięki pomocy anonimowego pana S. pallotyni zakupili gmach po Szkole Rolniczej w Ołtarzewie pod Warszawą. 8 kwietnia 1927 na stałe przybyli tu ks. Franciszek Pauliński (który objął funkcję rektora domu), br. Ludwik Krajniewski, br. Bolesław Grzybowski i br. Jakub Głowacki. Oprócz budynku dawnej Szkoły Rolniczej mieli do zagospodarowania przylegający ogród, park oraz pałacyk należący wcześniej do inżyniera Stanisława Kierbedzia. Z początkiem maja 1927 r. rektorem domu został ks. Alojzy Majewski. Od tamtego roku liczy się historię właściwego pallotyńskiego Wyższego Seminarium Duchownego w Polsce. W latach 1932–1935 w związku z trudną sytuacją finansową wszyscy klerycy zostali umieszczeni w jednym miejscu – w Sucharach. Tam powstała również biblioteka seminaryjna.
We wrześniu 1936 roku przybyła do Ołtarzewa 36-osobowa grupa kleryków-studentów teologii, zaś na wiosnę roku 1937 rozpoczęto budowę gmachu seminarium zaprojektowanego przez Alfonsa Wędrychowskiego. W ciągu dwóch i pół roku na miejscu dawnej Szkoły Rolniczej powstało skrzydło wschodnie i część środkowa oraz wzniesiono mury seminaryjnego kościoła, pod którym miała mieścić się sala teatralna.
Pod koniec sierpnia 1939 roku z wakacji powrócili wszyscy klerycy i mimo niepewnej sytuacji politycznej przygotowywano się do rozpoczęcia nowego roku szkolnego 1939/1940. 1 września 1939 roku przerwał wszystkie plany, zarówno nauki, jak i dalszej budowy gmachu seminaryjnego. 7 września po mszy św. wszyscy mieszkańcy domu opuścili Ołtarzew i wyruszyli na wschód, a wrócili małymi grupkami po miesiącu. Na krótki czas wojsko niemieckie zajęło cały budynek urządzając w nim szpital. Jednak w listopadzie rozpoczęły się w Ołtarzewie na nowo wykłady. Wieść o działalności seminarium ściągnęła do Ołtarzewa kleryków z innych polskich seminariów duchownych.
Od lutego 1934 roku w ołtarzewskim seminarium posługują siostry pallotynki.
24 listopada 1939 roku podjęto decyzję o tym, że klerycy goście powinni opuścić Ołtarzew, gdyż przestał on być bezpiecznym miejscem – w maju gestapo aresztowało stąd ks. Józefa Jankowskiego i kilku innych pallotynów. Od czerwca 1942 r. budynek seminarium ponownie przejęły wojska niemieckie, a w 1944 roku zorganizowali w Seminarium szpital wojskowy. Wykładowcy i klerycy do końca wojny zmuszeni byli pozostać na Kopcu oraz u ojców bernardynów w Kalwarii Zebrzydowskiej. Tuż po wojnie pallotyni (m.in. br. Ignacy Forycki) zorganizowali w sali pod seminaryjnym kościołem drukarnię, która po przeniesieniu do Poznania w 1948 dała początek wydawnictwu Pallottinum.

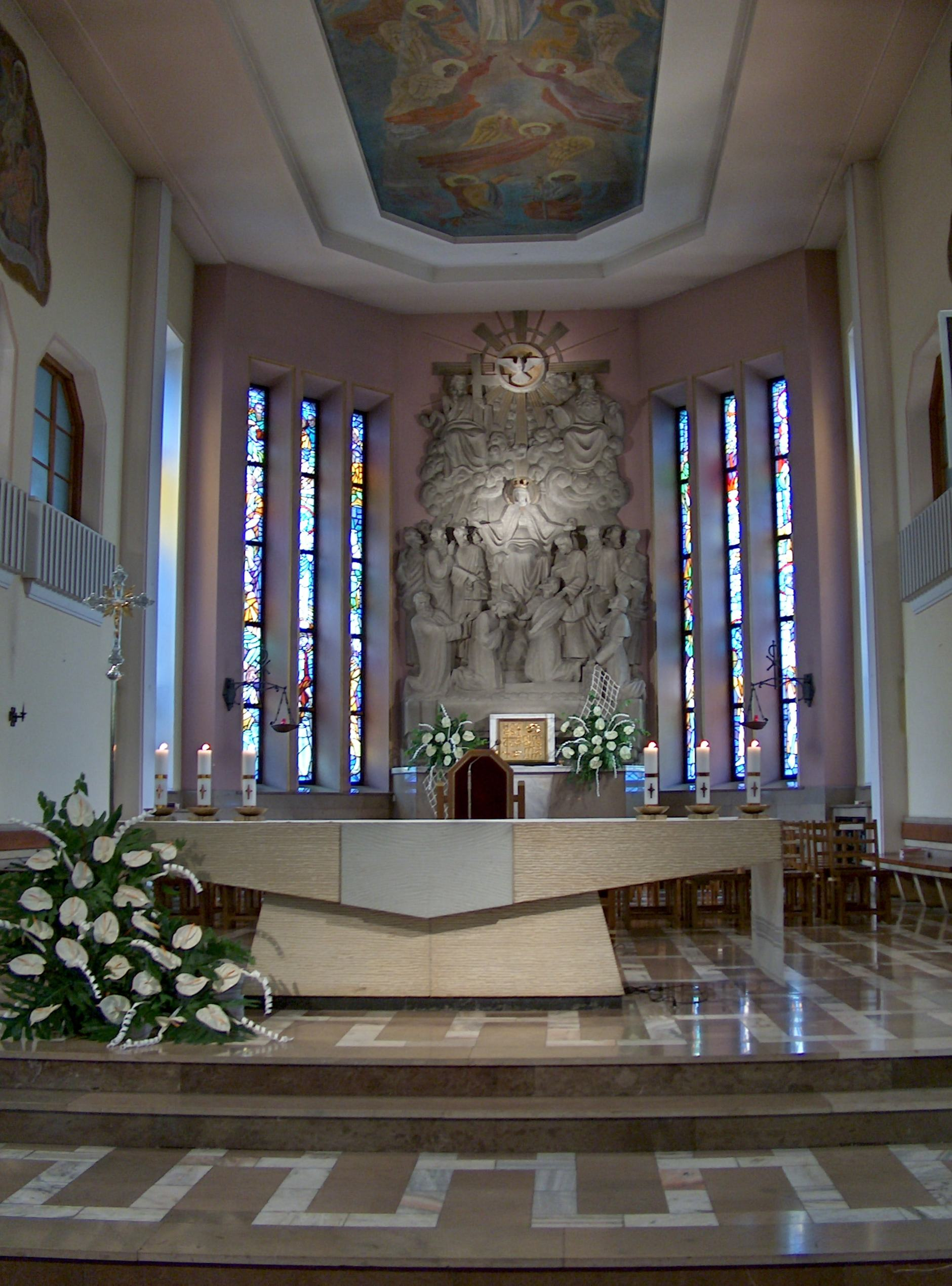
Przebiterium kościoła seminaryjnego

Budowę kościoła zakończono w 1948 r. Mieści się on w głównym budynku Seminarium. O jego wystrój zadbali architekt prof. Stanisław Marzyński, Zbigniew Łoskot odpowiedzialny za polichromie i projekt witraży oraz Wojciech Durek – autor głównego i 12 bocznych ołtarzy. W prezbiterium przykuwa uwagę jego monumentalna kompozycja figuralna – Zesłanie Ducha Świętego, natomiast jeden z ołtarzy bocznych poświęcony jest Jezusowi Miłosiernemu z wizji św. Siostry Faustyny, z którego serca rozchodzą się dwa promienie. Rzeźba powstała w 1951 roku, a siedem lat później Stolica Apostolska zakazała tej formy kultu Miłosierdzia Bożego. W związku z tym wizytujący parafię kard. Stefan Wyszyński polecił, by usunąć promienie z rzeźby i napis "Jezu ufam Tobie", ale – jak notują pallotyńscy kronikarze – "nie nalegał na natychmiastowe ich usunięcie". Dzięki temu rzeźba przetrwała czasy zakazów i jest cenną pamiątką.
2 maja 1948 roku bp Wacław Majewski poświęcił seminaryjny kościół pod wezwaniem Królowej Apostołów, a we wrześniu przybyli do Ołtarzewa alumni i rozpoczęła się normalna działalność seminarium, która trwa nieprzerwanie do dzisiaj. 16 maja 1953 roku prymas Stefan Wyszyński dokonał konsekracji kościoła. Jesienią 1953 roku ukazał się pierwszy numer gazetki seminaryjnej "Nasz Prąd" - początkowo w formie ściennej, potem jako czasopismo wysyłane do placówek, gdzie żyją i pracują polscy pallotyni. Czasopismo istnieje nieprzerwanie nadal. W 1957 roku odbyło się w Ołtarzewie pierwsze publiczne przedstawienie teatralne przygotowane przez pallotyńskich alumnów. Od 13 stycznia 1957 roku jest liczona historia Teatru Seminaryjnego. Od 1965 roku wystawiane są tu misteria męki Pańskiej. W 1974 r. do stałego repertuaru teatralnego weszły sztuki jesienne – najczęściej muzyczne, grane podczas Adwentu. W Wielki Czwartek 1978 roku oddano do użytku prezbiterium przebudowane i przystosowane do zreformowanej po Soborze Watykańskim II liturgii. W latach 1983–1986 zbudowano na terenie seminarium nowy dom dla księży i braci. W 1961 roku Ołtarzew przyłączony został do Ożarowa-Franciszkowa i w 1969 roku ustanowiono nazwę Ożarów Mazowiecki.
Od 1989 w ołtarzewskim seminarium kształcą się również klerycy ze Zgromadzenia Misjonarzy Krwi Chrystusa i Stowarzyszenia Misji Afrykańskich. Od 25 marca 1993 roku Seminarium w Ołtarzewie stało się wspólnym domem formacyjnym dla dwóch polskich prowincji pallotynów: Chrystusa Króla i Zwiastowania Pańskiego. 15 października 2000 r. kard. Józef Glemp, prymas Polski, poświęcił w kościele seminaryjnym ołtarz 108 męczenników II wojny światowej z wyeksponowaną postacią błogosławionego pallotyna księdza Józefa Jankowskiego – męczennika Oświęcimia.
Rok 2007 był dla seminarium rokiem obchodów jubileuszowych: 100-lecia obecności Pallotynów na ziemiach polskich oraz 80-lecia pallotyńskiego Wyższego Seminarium Duchownego w Ołtarzewie. W tym samym roku klerycy pod kierunkiem ks. Dariusza Smolarka nagrali płytę CD z gregoriańskimi Nieszporami o św. Wincentym Pallottim oraz z pieśniami pallotyńskimi.

## Poczet rektorów
| - ks. Franciszek Pauliński (1927) - ks. Alojzy Majewski (1927) - ks. Franciszek Kilian (1927–1928) - ks. Bernard Pawłowski (1928–1929) - ks. Stanisław Wierzbica (1929–1930) - ks. Alfons Męcikowski (1930–1936) - ks. Stanisław Wierzbica (1936–1941) - ks. Augustyn Zaraza (1941–1944) - ks. Augustyn Werochowski (1944–1948) - ks. Eugeniusz Weron (1948–1954) - ks. Józef Wróbel (1954–1957) - ks. Stanisław Martuszewski (1957–1960) | - ks. Józef Lisiak (1960–1966) - ks. Józef Wróbel (1966–1969) - ks. Roman Dzwonkowski (1969–1972) - ks. Jan Korycki (1972–1978) - ks. Roman Forycki (1978–1984) - ks. Kazimierz Czulak (1984–1993) - ks. Bogusław Szpakowski (1993–1996) - ks. Marian Kowalczyk (1996–2005) - ks. Tomasz Skibiński (2005–2014) - ks. Waldemar Pawlik (2014–2017) - ks. Mirosław Mejzner (2017–) |

## Wykładowcy i absolwenci (wybór)
- sługa Boży Stanisław Szulmiński
- sługa Boży Jan Szambelańczyk
- sługa Boży Franciszek Bryja (Suchary)
- Lucjan Balter
- Roman Forycki
- Paweł Góralczyk
- Sławomir Pawłowski
- Julian Warzecha
- Eugeniusz Weron
- Witold Zdaniewicz (1928–2017)